# 水上高原スキーリゾート
水上高原スキーリゾート（みなかみこうげんスキーリゾート）は、群馬県利根郡みなかみ町に位置するスキー場。水上高原ホテル200（ - トゥーハンドレッド）が併設されている。現在の運営会社は併設のホテル・ゴルフコースと共に水上高原リゾート株式会社。

## 概要
当スキー場の運営は2007年3月26日までコクドの経営を引き継いだ水上高原スキー場・水上高原プリンスホテルであったが、同年3月27日より水上高原リゾート株式会社が運営し、2008年12月20日にスキー場は水上高原スキーリゾートに改称、ホテルは水上高原ホテル２００（ - トゥーハンドレッド）としてリファインオープンした。
開設当初は斜度は緩く初心者向けのスキー場であったが徐々にコースが拡げられ中級者コース、上級者コースも用意されるようになった。以前は水上高原藤原スキー場とも連結され、共通券も発売されていたが、現在は閉鎖されている。
「みなかみエリア」のスキー場のうち最も奥に位置し、関東地方では唯一日本海側気候に分類される為、豪雪地域ではあるが、パウダースノーを楽しめるスキー場である。また、日本経済新聞社が選ぶ「雪の新体験が満喫できるリゾート」ランキングでは全国３位・本州１位に選出された。

## ゲレンデ・施設
◆ゲレンデ
　営業期間は12月下旬から4月上旬まで（積雪状況などにより変更となる場合あり）。斜面構成は初級40%、中級30%、上級30%。(公社)日本プロスキー教師協会（ＳＩＡ）公認のスキースクール『水上高原プロ・スキースクール＆キッズアカデミー（株式会社奥村スポーツプロモーション）』がある。
| 名称               | 定員 | 路線長 | 運転速度 | 輸送能力 | 建設年     |
| ------------------ | ---- | ------ | -------- | -------- | ---------- |
| みなかみクワッド   | 4名  | 1,047m | 4.0m/s   | 2,400名  | 1986年12月 |
| 第１ロマンスリフト | 2名  | 544m   | 2.3m/s   | 900名    | 1987年12月 |
| 第２ロマンスリフト | 2名  | 648m   | 2.3m/s   | 900名    | 1990年12月 |
| 第３ロマンスリフト | 2名  | 427m   | 2.3m/s   | 900名    | 1998年12月 |

- クロスカントリーコース
- スノーシューコース
- スレッドライドコース
  - スノーレーサー、スノーライダー、ジップフィー、スキー・ポッカール
- ２つのキッズパーク『ピカチュウキンダーガーテン』『ポケモンスノーパレット』
- スノーアクティビティ
  - 犬ぞり体験、スノーモービル、スノーラフティング、ちびっこスノーモービル、スノーコーチ、雪上車ツアー

◆施　設
- 水上高原ホテル２００（ - トゥーハンドレッド）
  - チケット売場、インフォメーション、スクール受付、レンタル、ロッカー、更衣室、託児所、ショップ、レストラン〔「白樺ダイニング」「カレーショップ“かえで”」〕
- 日帰りスキーセンター
  - チケット売場、インフォメーション、スクール受付、レンタル、ロッカー、更衣室、休憩所、大浴場、ショップ、レストラン〔「みなかみ食堂」「デザート＆ランチバイキング“マグノリア”」〕
- 駐車場（約700台）

## 経営・沿革
- 1964年（昭和39年） - 堤義明により水上高原上の原の土地買収開始[2]
- 1986年（昭和61年） - 西武グループのコクドが、7月に「水上高原プリンスホテル 」･「水上高原ゴルフ場(白樺コース･から松コース／36ホール)」、12月に「水上高原スキー場(クワッドリフト１本)」開業[3]。
- 1987年（昭和62年） - (12月)第１ロマンスリフト新設。
- 1990年（平成2年） - (12月)第２ロマンスリフト新設。
- 1992年（平成4年） - (12月)日帰りスキーセンター開業。
- 1997年（平成9年） - (7月)温泉掘削成功し、大浴場が温泉になる。【上の原温泉】
- 1998年（平成10年） - (12月)第３ロマンスリフト新設。水上高原藤原スキー場との接続開始。
- 2006年（平成18年） - (2月)プリンスホテルを存続会社とし、コクドを合併した[4]。
- 2007年（平成19年） - (3月) 水上高原リゾート株式会社設立。西武ホールディングスがグループ事業再構築の一環として、プリンスホテル保有の水上高原プリンスホテル・水上高原ゴルフ場：水上高原スキー場・水上高原ゴルフレジデンスなどのスキー・ゴルフ関連施設をシティグループの「シティグループ・プリンシパル・インベストメンツ・ジャパン」へ売却[5]。
(12月)『スノーモービル体験』『スノーラフティング』導入。
- 2008年（平成20年） - (4月)「水上高原プリンスホテル」が「水上高原ホテル200 (-ﾄｩｰﾊﾝﾄﾞﾚｯﾄﾞ)」に、「水上高原ゴルフ場」が「水上高原ゴルフコース」に、「水上高原スキー場」が「水上高原スキーリゾート」に改称。
(12月)キッズクラブ『Ｓｋｉｐ』（託児所）開業。
- 2009年（平成21年） - (4月)水上高原藤原スキー場との接続を取り止める。
(12月)『スノーコーチ』導入。“アラウンド20”企画(18～24歳女性リフト無料)開始。
- 2010年（平成22年） - (4月)「シティグループ・プリンシパル・インベストメンツ・ジャパン」が「合同会社クリムゾングループ」へ「水上高原リゾート株式会社」を株式譲渡。
(12月)『スレッドライドコース』新設。“デビュープラン”企画開始。
- 2011年（平成23年） - (12月)“スノーアクティビティパスポート”発売開始。
- 2012年（平成24年） - (1月)『犬ぞり体験』開始。
- 2013年（平成25年） - (2月)『1～5歳児専用のキッズパーク“キンダーガーテン”』開業。
- 2014年（平成26年） - (12月)ポケモンとのタイアップ『ポケモンふゆまつり』開始、『ポケモン･スノーパレット』『ピカチュウ･キンダーガーテン』等オープン。[6]。
- 2016年（平成28年） - (1月)“高崎駅日帰りスキーバスツアー”開始（水上宝台樹スキー場・藤原スキー場との共同事業）。
(12月)『人工降雪機』9基導入。
- 2019年（令和元年） - (12月)新コース『ももんがコース』開設（全長450ｍ･最大斜度34°）。
- 2020年（令和２年） - (1月)『ナイトスノーラフティング』『雪上車ツアー』開始。
- 2023年（令和５年） - (12月)チキップダンサーズとのタイアップ『～Winter Festival～ in 水上高原スキーリゾート』を開催。[7]

## アクセス
- 鉄道
  - 上越新幹線上毛高原駅より無料シャトルバスで約60分
  - 上越線水上駅より無料シャトルバスで約40分
- 車
  - 関越自動車道水上ICより国道291号・県道63号線で約19km・約30分